# I mine sko
I mine sko è l'album di debutto della cantante danese Amalie Szigethy, pubblicato il 1º novembre 2010 su etichetta discografica I'm Famous e distribuito dalla EMI Music Denmark.

## Tracce
1. Når lyset tændes – 3:43
2. I mine sko – 3:17
3. Du & jeg – 3:29
4. Lykkelig – 3:12
5. Den jeg er nu – 3:42
6. Sæt hænderne på mig – 3:52
7. Går selv – 3:44
8. Onde rygter – 3:42
9. Du & jeg (Darwich Remix Edit) – 3:26
10. Når lyset tændes (East Bridge Radio Mix) – 4:01

## Classifiche
| Classifica (2010) | Posizione massima |
| ----------------- | ----------------- |
| Danimarca         | 24                |